# Anepsion fuscolimbatum
Anepsion fuscolimbatum là một loài nhện trong họ Araneidae.
Loài này thuộc chi Anepsion. Anepsion fuscolimbatum được Eugène Simon miêu tả năm 1901.